# Habenaria supplicans
Habenaria supplicans är en orkidéart som beskrevs av Victor Samuel Summerhayes. Habenaria supplicans ingår i släktet Habenaria och familjen orkidéer. Inga underarter finns listade i Catalogue of Life.